# ドンズオン県

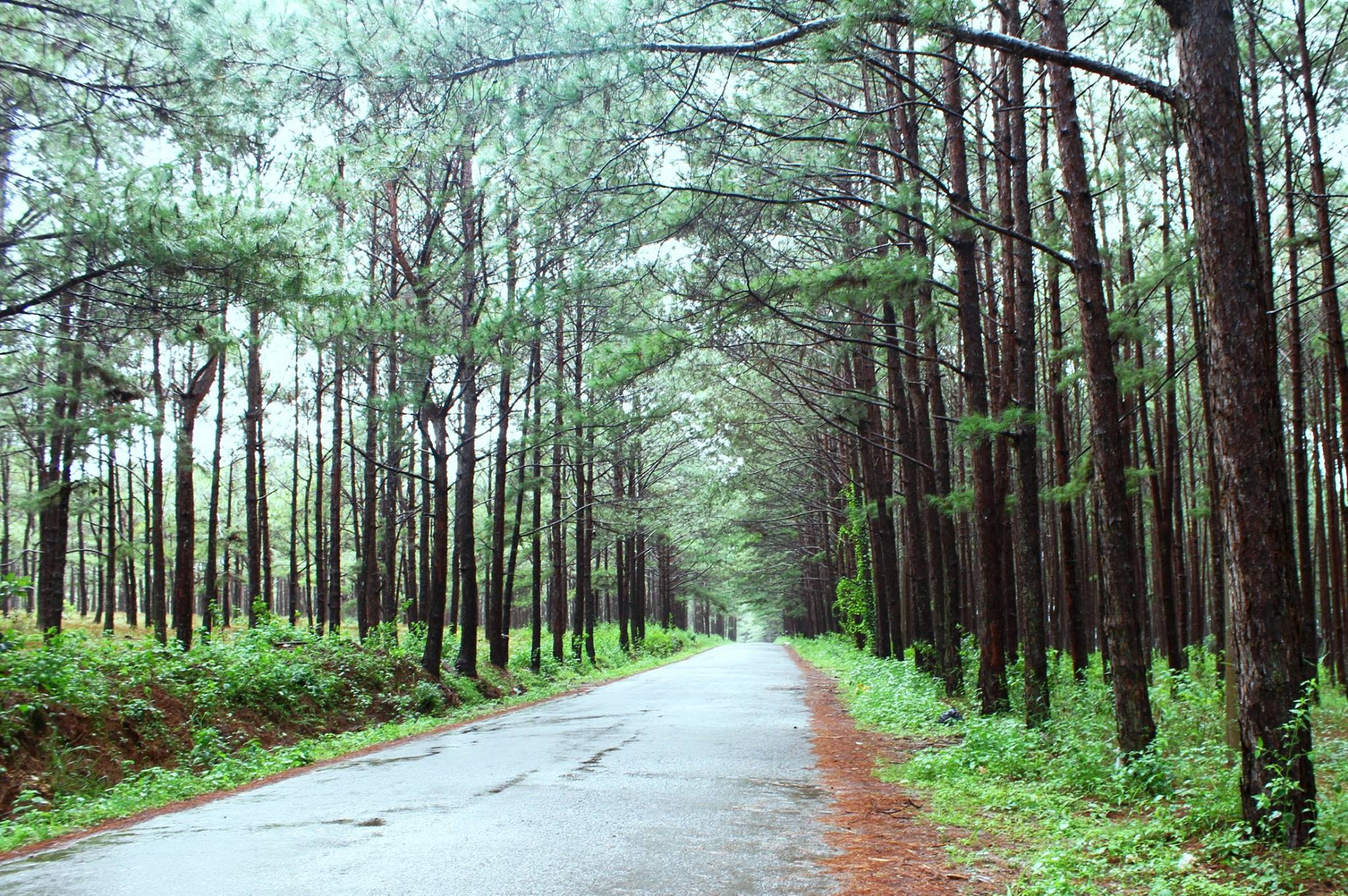
松林

ドンズオン県（ドンズオンけん、ベトナム語：Huyện Đơn Dương / 縣單陽?）は、ベトナム社会主義共和国ラムドン省に位置する県である。面積は611.56km²、人口は93,700人（2009年）である。

## 行政区画
2市鎮8社から構成される。